# Ana Petrović
Ana Petrović (Vranje, 16. septembar 1991) je srpska odbojkašica. Igra na poziciji srednjeg blokera. Član je kluba ZOK Vranje.